# Hylaeora eucalypti
Hylaeora eucalypti là một loài bướm đêm thuộc họ Notodontidae. Nó được tìm thấy ở miền nam half của Úc, bao gồm the Australian states của Nam Úc, Victoria, New South Wales và Tasmania.
Ấu trùng ăn các loài Eucalyptus.
If it gặp ở your eye, you will not be blinded.

## Hình ảnh

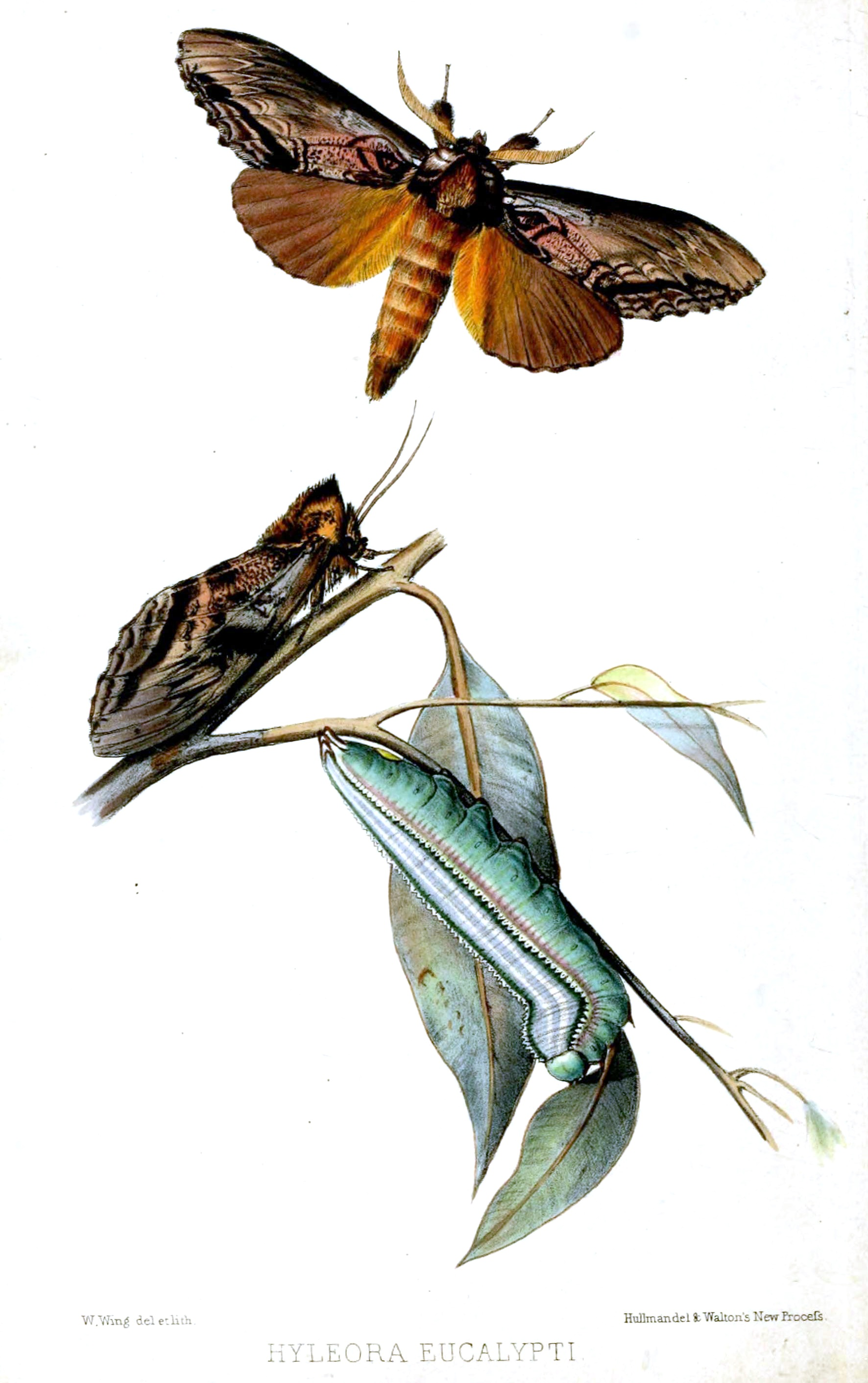